# Eyâlet Diyarbakır

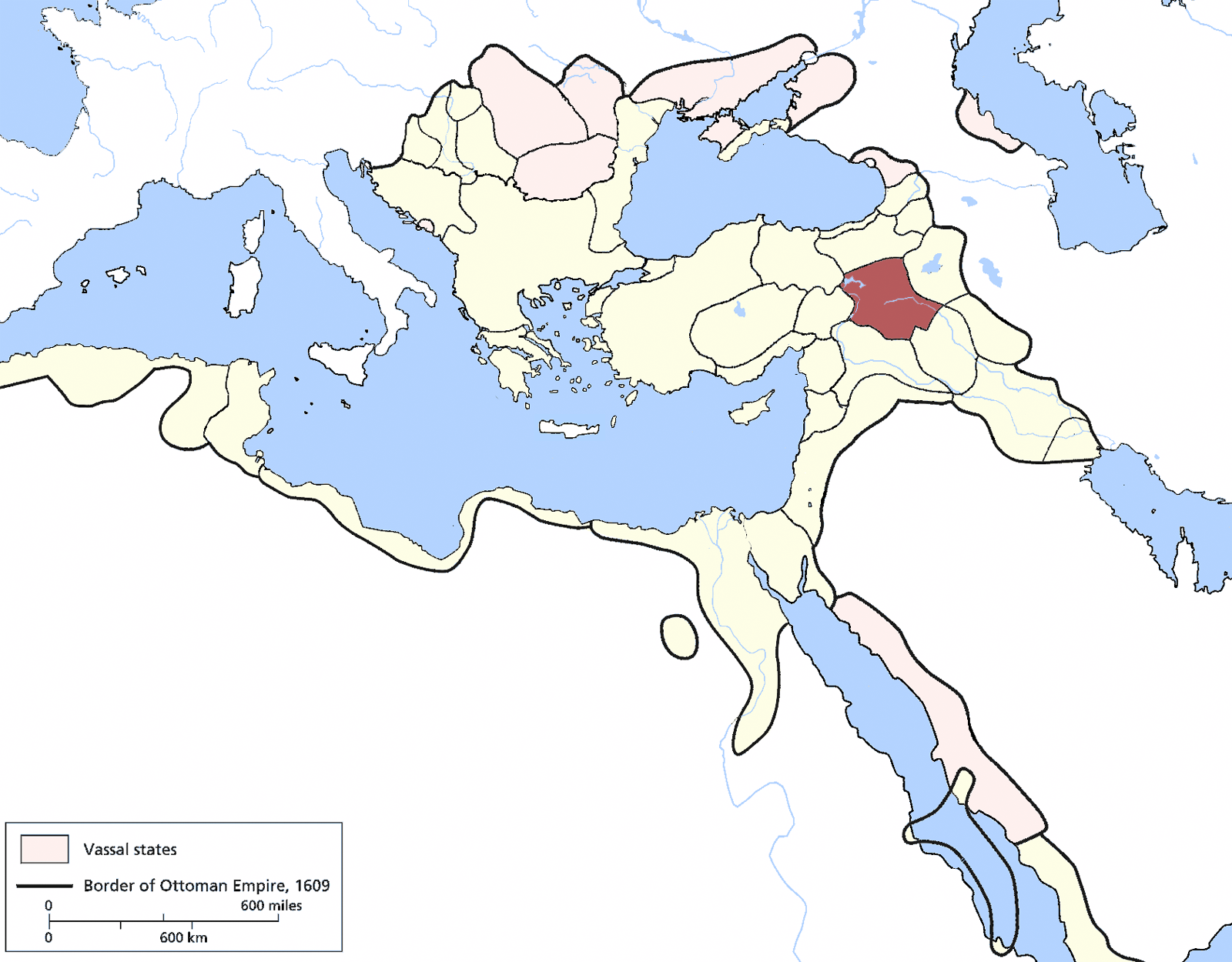
Das Vilayet Diyâr-ı Bekr

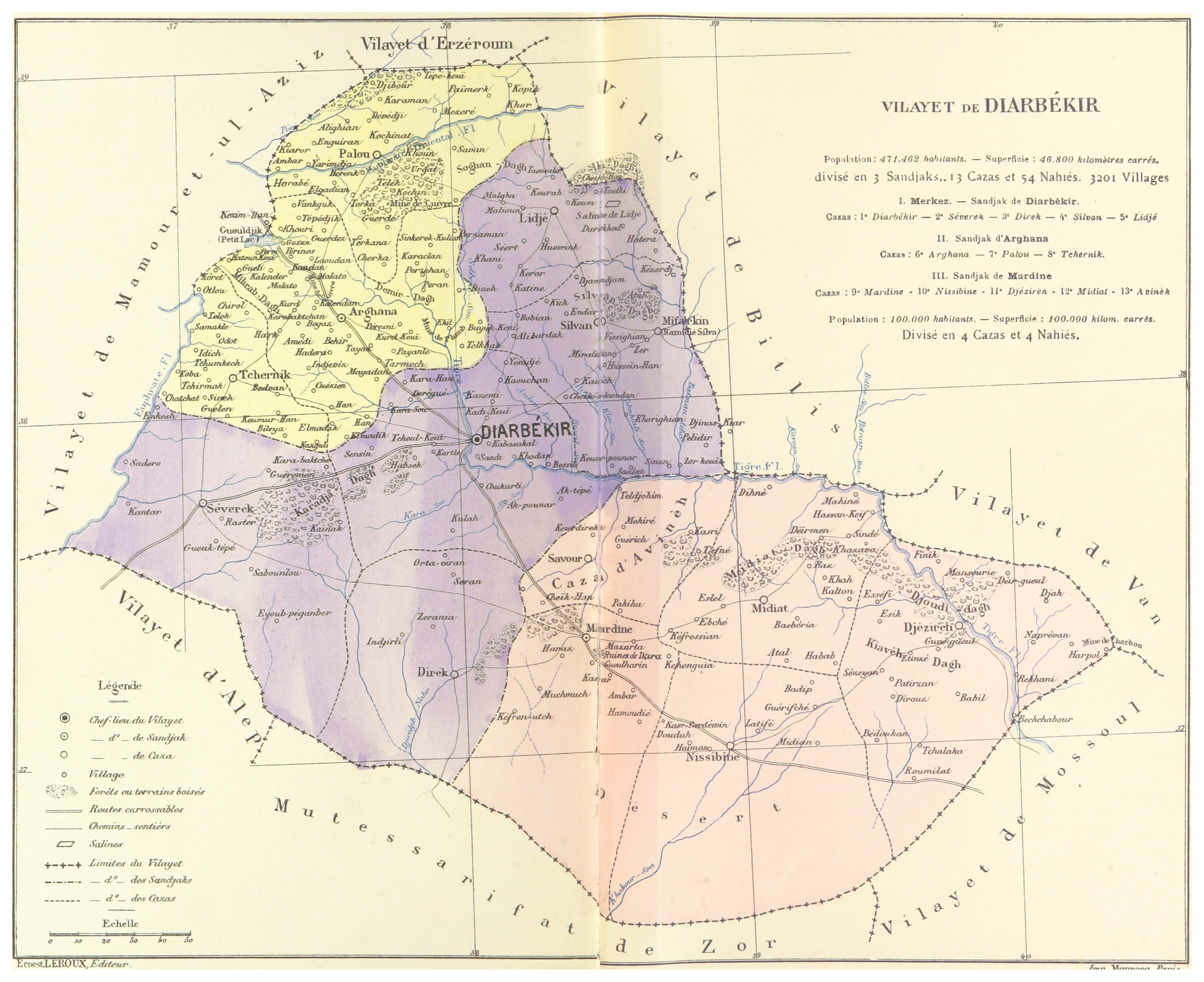
Karte zum Vilayet Diyarbakır von 1892

Das Eyalet Diyâr-ı Bekr (Osmanisch: Eyalet-i Diyâr-ı Bekr) oder
das Diyâr-ı Bekr Beylerbeyliği war ein 1515 gegründetes Osmanisches Eyalet. Sein Zentrum war Amed, das heutige Diyarbakır.

## Geschichte
Nach den Aq Qoyunlu wurden die persischen Safawiden im 16. Jahrhundert zu Herrschern über das Gebiet in Ostanatolien. Am 23. August 1514 besiegte das Osmanische Reich die Safawiden in der Schlacht von Tschaldiran und drängte so die Safawiden aus Anatolien heraus.
Die Stadt Diyarbakır wurde im Jahre 1527 unter Führung von Bıyıklı Mehmet Pascha für die Osmanen erobert, die dann die Stadt zur Provinzhauptstadt machten. Zu der Provinz gehörten ursprünglich Mossul, die Regionen Diyar Rabiʿa und Diyar Mudar ebenso wie Bitlis. Spätere Umstrukturierungen verkleinerten die Provinz, die jedoch eine der größten und bedeutendsten osmanischen Provinzen blieb. Insbesondere die Lage nahe der unruhigen und wichtigen persischen Grenze begründete die Bedeutung der Provinz. Unter osmanischer Herrschaft blieb Diyarbakır vier Jahrhunderte von Krieg verschont.
Das Eyalet Diyâr-ı Bekr war im 17. Jahrhundert 71.272 km² groß, was 6,5 % der heutigen türkischen Republik ausmacht. Das Eyalet entspricht den heutigen Provinzen Diyarbakır, Elazığ, Siirt, Bingöl (außer Kiğı), Mardin, Tunceli, der östlichen Hälfte Urfas und dem Landkreis Eğin (Kemaliye) in Erzincan.

## Gliederung
Das Eyalet bestand zu unterschiedlichen Zeiten aus einer unterschiedlichen Zahl von Sandschaks. Im Jahr 1518 Umfasste die Provinz beispielsweise zwölf Sandschaks. Wenige Jahre später waren es 14. 1869 hatte die Provinz vier Sandschaks. Folgende Sandschaks gehörten im Laufe der Zeit zur Provinz: Sandschak Diyâr-ı Bekr, Sandschak Harput, Sandschak Ergani, Sandschak Siverek, Sandschak Nusaybin, Sandschak Hısn-ı Keyfâ, Sandschak Alçakala, Sandschak Habur, Sandschak Sincar, Sandschak Meyyafarikıyn (auch Sandschak Silvan genannt), Sandschak Siird, Sandschak Çemişgezek und weitere 13 kleine Sandschaks. Im Eyalet befanden sich des Weiteren acht kurdische Sandschaks, deren Gouverneursamt erblich war, und fünf autonome kurdische Hükümet (dt.: Regierungen).
Mit dem Erlass des Teşkil-i Vilâyet Nizamnâmesi zur Neustrukturierung der Reichsverwaltung im Jahr 1864 wurde das Eyalet Diyâr-ı Bekr durch das Vilayet Diyâr-ı Bekr ersetzt.